# Henestaris halophilus
Henestaris halophilus је врста стенице из потфамилије Henestarinae. Типичан је представник групе стеница који се среће на слатинским стаништима.

## Опис
Врсте из рода Henestaris се лако препознају по испупченим очима, које јасно штрче у односу на остатак главеног региона. Тело је овално издужено, тамножуте до браон боје, најчешће мање или више прошарано а понекад потпуно тамно. Просечна дужина тела мужјака износи од 4 до 5,5 милиметра, а женке су нешто крупније — од 5,5 до 6,5 милиметра.
Нимфе се развијају на пролеће, крајем априла, а потом се адулти срећу током целе сезоне на слатинским стаништима. Врста је бројна на слатинама Војводине.

## Станиште
Насељава заслањена станишта (слатине), као и травна степска станишта.

## Распрострањење
Врста насељава земље Европе (Албанију, Аустрију, Босну и Херцеговину, Бугарску, Хрватску, Чешку републику, Мађарску, Румунију, Словачку, Словенију, Србију, делове Велике Британије, јужни европски део Русије и континентални део Шпаније).

## Угроженост
У исхрани врсте Henestaris halophilus доминира Plantago maritima L, тј. слатинска боквица. Поменута врста расте на сланим ливадама и дуж заслањених морских обала. У Србији се налази у поједним деловима Бачке и Баната, и спада у угрожене или рањиве врсте флоре Србије. Овај податак аутоматски упућује на рањивост и потенцијалну угроженост врсте Henestaris halophilus , као и на неопходност даљег праћења присуства и покретања евентуалних мера заштите слатинске боквице , с обзиром на то да је врста већ нестала са неких станишта у Војводини (нпр. подручје града Новог Сада).

## Синоними
- Burmeister, 1835